# Odontopyge bicolor
Odontopyge bicolor är en mångfotingart som beskrevs av Filippo Silvestri 1897. Odontopyge bicolor ingår i släktet Odontopyge och familjen Odontopygidae. Inga underarter finns listade i Catalogue of Life.